# Verfahrensverschleppung
Als Verfahrensverschleppung, auch Prozessverschleppung, Trölerei, wird die unnötige Verzögerung von Verfahren vor Behörden oder Gerichten oder durch Behörden bzw. Gerichte verstanden.
Verfahrensverschleppung ist eine absichtliche Handlung (Vorsatz auf die Verfahrensverschleppung gerichtet).

## Historische Grundlagen
Das Verbot der Verfahrensverschleppung war bereits in Grundzügen in der Reichskammergerichtsordnung von 1495 (§ 6) vorgesehen: „Die vom Kammergericht angenommenen Redner sollen … nicht … in böser Absicht eine Verzögerung der Rechtssache herbeiführen oder durch die Parteien herbeiführen lassen.“

## Gründe und Auswirkungen
Bei einem Verfahren vor Gericht und den Behörden trifft die Partei(en) eine Verfahrensförderungspflicht bzw. -obliegenheit. Der Verstoß gegen die Verfahrensförderungspflicht bzw. Verfahrensförderungsobliegenheit birgt in der Regel die Verfahrensverschleppungsabsicht bereits in sich.
Ob die Verfahrensförderungspflicht bzw. Verfahrensförderungsobliegenheit ordentlich erfüllt wird oder tatsächlich Verfahrensverschleppungsabsicht besteht, bestimmt sich auch danach, ob die Partei(en) vor Gericht bzw. der Behörde qualifiziert vertreten sind (z. B. durch einen Rechtsanwalt). Die anwaltlich vertretene Partei muss sich den Vorwurf der Verfahrensverschleppung früher entgegenhalten lassen als die unvertretene und weitgehend rechtsunkundige Partei (Anleitungspflicht, Belehrungspflicht, auch Manuduktionspflicht).
Verfahrensverschleppungsabsicht liegt oftmals vor um ein grundsätzlich unabwendbares Ereignis (z. B. Fristeintritt, eine Entscheidung, Eintritt der Rechtskraft etc.) hinauszuzögern oder einen Fristenlauf (z. B. Verjährung) zu verhindern.
Zur Verfahrensverschleppung wird oftmals von der betreffenden Partei unter Ausnutzung des Prozessrechts ein Beweisantrag bei Gericht oder der Behörde gestellt, dessen Erledigung nicht oder nur unter erheblichem Aufwand möglich ist, und durch welchen kein maßgeblicher Beitrag zur Lösung der Rechtsfrage erfolgt. Teilweise wird auch die mehrfache Vertagung der Verhandlungstermine, Lokalaugenschein etc. beantragt, werden Richter oder Sachverständige abgelehnt etc. Im Baugewerbe ist bei schlechter Zahlungsmoral auch das Behaupten angeblicher Mängel verbreitet, um für die Dauer des Gerichtsverfahrens einen Justizkredit zu erhalten.
Eine unzulässige Prozessverschleppung liegt auch vor, wenn jemand bis zum „St. Nimmerleinstag“ das Verfahren fortführen will, ohne dadurch einen rechtserheblichen Vorteil oder Entscheidung zu erlangen (z. B. durch Handeln wider Treu und Glauben).
Verfahrensverschleppungsabsichten werden auch teilweise durch die Anwendung von Tu-quoque-Argumenten zu verschleiern versucht.
Verfahrensverschleppung kann auch durch Behörden oder Gerichte selbst zum Vorteil oder Nachteil einer Partei erfolgen.

## Maßnahmen gegen die Verfahrensverschleppung
Die Gerichte und Behörden können mittels der jeweiligen Verfahrensrechte (z. B. ZPO, StPO) eine Verfahrensverschleppung verhindern z. B. durch:
- Ablehnung der Erhebung weiterer Beweise, wenn diese offensichtlich in Verfahrensverschleppungsabsicht gestellt werden;[Anm. 3]
- Ablehnung des Vorbringens weiterer Behauptungen;
- Auferlegung der Mehraufwendungen für die Verfahrensabschnitte, welche durch die Verschleppungsabsicht entstanden sind.

Den Parteien ist gegen die Verfahrensverschleppung durch Behörden oder Gerichte meist ein Rechtsmittel an die Oberbehörde bzw. die nächste Gerichtsinstanz (Devolutiveffekt) gegeben.